# جون إم. درو
جون إم. درو (بالإنجليزية: John M. Drew)‏ هو جابي ضرائب أمريكي، ولد في 31 مايو 1973.